# Coll d'Espina (la Rua)
El Coll d'Espina és una collada situada a 1.261,5 m d'altitud, en el terme municipal d'Abella de la Conca, a la comarca del Pallars Jussà.
És al sud-est del Tossal de Moreu, a la carena per on baixa el camí rural que mena a la Rua, i per on passava també el camí que pel Mullol anava cap a Siall i Isona.
Just al nord-oest del coll hi ha la masia de Cal Curt, pertanyent a la Rua.
Aquest coll està documentat des del 973: Collum de Spina.

## Etimologia
Segons Joan Coromines, aquest indret pren el nom del fet que era un pas embardissat, procedent, per tant, del mot comú romànic espina, encara viu en la llengua actual.